# Bertrand Ier de Provence
Pour les articles homonymes, voir Bertrand de Provence et Bertrand Ier.
Bertrand Ier, mort après 1081, est comte de Provence de 1063 à sa mort. Il est fils de Guillaume III Taillefer, comte de Toulouse, et d'Emma, comtesse de Provence.

## Biographie
Une source non identifiée lui attribue comme épouse Alix de Die, dont il aurait eu une fille, mariée au comte Raymond de Saint-Gilles, mais une étude récente attribue cette fille au comte Geoffroi de Provence.

## Des incertitudes
La plus grande incertitude règne sur ce comte de Provence, peut-être même pas un des comtes indivis de Provence, mais simple comte de Forcalquier.
Dans ce contexte, il ne faut pas le confondre avec son cousin Foulques Bertrand, comte de Provence appartenant à la génération précédente et également nommé Bertrand Ier,.